# Cladiella crassa
Cladiella crassa is een zachte koraalsoort uit de familie Alcyoniidae. De koraalsoort komt uit het geslacht Cladiella. Cladiella crassa werd in 1943 voor het eerst wetenschappelijk beschreven door Tixier-Durivault. 